# متروك الفالح
متروك الفالح أستاذ علوم سياسية وإصلاحي حقوقي سعودي وعضو مجلس أمناء مركز دراسات الوحدة العربية وعضو مؤسس في الجمعية العربية للعلوم السياسية وعضو في المنظمة العربية لحقوق الإنسان واللجنة العربية لحقوق الإنسان.

## دراسته
في 1977 تخرج متروك الفالح من كلية التجارة في جامعة الملك سعود قسم العلوم السياسية وعُيّن معيدا ثم حصل على درجة الماجستير في العلوم السياسة من جامعه كانساس لورنس بالولايات المتحدة عام 1981 والدكتوراة في العلاقات الدولية والسياسة المقارنة من نفس الجامعة في عام 1987. وكان عنوان الأطروحة «عمليات التحديث والتعبئة الاجتماعية وأثرها على البني الاجتماعية والسياسية في البلدان العربية، مع تركيز على الحالة السعودية».

## نشاطه السياسي

### قضية الإصلاحيين الثلاثة
كان متروك الفالح أحد الذين وقعوا على عريضة «الإصلاح الدستوري أولا» التي أُرسِلت في 16 ديسمبر 2003 لولي العهد السعودي آن ذاك عبد الله بن عبد العزيز للمطالبة بالإصلاح السياسي. اجتمع الفالح لاحقا بعدد من الإصلاحين السعوديين معظمهم من الموقعين على العريضة، وقرروا إصدار بيان يطعن في الجمعية الوطنية لحقوق الإنسان ويطالب بالسماح بتشكيل جمعية مستقلة. في 16 مارس 2004 اعتقلته وزارة الداخلية السعودية مع عشرة إصلاحيين آخرين أفرج عن معظمهم بعد أن تعهدوا بالكف عن النشاط السياسي مالم تأذن الحكومة؛ إلا أنه وعبد الله الحامد وعلي الدميني رفضوا التعهد. في 15 مايو 2005 حُكِم بالسجن على الدميني تسع سنوات والحامد سبع سنوات والفالح ست سنوات. في 8 أغسطس من نفس السنة أصدر الملك عبد الله بن عبد العزيز عفوا عن الإصلاحيين الثلاثة في أول جلسة يرأسها لمجلس الوزراء بعد توليه الحكم.

### اعتقاله في 2008
مثّل متروك الفالح الناشطيْن السياسيين عبد الله الحامد وعيسى الحامد بعدما اُعتقلا لدعوتهما للتظاهر، وفي 17 مايو 2008 نشر الفالح بيانًا بعدما زار موكليه انتقد فيه أحوال سجن بريدة وشبّهه ب«حظيرة الدجاج». في 19 مايو اعتقل أفراد من إدارة المباحث العامة متروك الفالح من مقر عمله بجامعة الملك سعود؛ وظل محتجزًا في زنزانة انفرادية في سجن الحائر إلى أن أطلق سراحه في 10 يناير 2009 دون أن توجه له اتهامات وقد خاض الفالح إضرابًا عن الطعام أثناء فترة احتجازه.

## الكتب
1. سكاكا الجوف في نهاية القرن العشرين (التحديث والتنمية وتحولات النخب في الريف العربي السعودي (بيروت: بيسان للنشر والتوزيع، ط 2000م).
2. المجتمع والدولة والديمقراطية في البلدان العربية: دراسة مقارنه لإشكالية المجتمع المدني في ضوء تريف المدن (بيروت: مركز دراسات الوحدة العربية، مارس 2003م).
3. الغرب والمجتمع والدولة والديمقراطية في البلدان العربية: نموذج الحالة البحرينية في سياق العلاقات البريطانية والأمريكية (بيروت: دار الكنوز، ط 2004).
4. الإصلاح الدستوري في السعودية: القضايا والأسئلة الأساسية (دمشق / باريس: الأهالي للنشر والتوزيع /المؤسسة العربية الأوربية للنشر / اللجنة العربية لحقوق الإنسان، ط1 2004 م).
5. «تقديم» أطروحة الدكتور، حمد الوردي: البيروقراطية والتمثيل البيروقراطي وتكافوء الفرص في توزيع المخصصات الحكومية في المملكة العربية السعودية، (بيروت: مركز دراسات الوحدة العربية، مارس 2006 م).
6. انتهى مؤخرا من كتاب عن: حياة الدكتور حمد الوردي، (في الاصل مسودته الأولى جاهزة منذ نهاية 2004م)، مسودته النهائية المعدلة ارسلت للنشر في يوليو 2007م.